# Léon Provancher
L'abbé Léon Abel Provancher (né le 10 mars 1820 à Bécancour et mort le 23 mars 1892 à Cap-Rouge) est un prêtre et naturaliste québécois.

## Biographie
Spécialiste des sciences naturelles, il est ordonné prêtre catholique à Québec le 12 septembre 1844, après des études au Séminaire de Nicolet. Il débute dans l’art de la greffe et commence à collectionner les mollusques. Il se spécialise en botanique et en entomologie. Il publie de nombreux ouvrages spécialisés dans la botanique : Traité élémentaire de botanique en 1858 (premier ouvrage du genre au Canada), Catalogue des arbres fruitiers en 1863, Le Verger canadien en 1864, et son œuvre maîtresse, en deux volumes, La flore canadienne en 1863. Cet ouvrage demeurera la référence dans le domaine jusqu'à la parution, près de 70 ans plus tard, de la Flore - Manuel de la province de Québec du Père Louis-Marie ainsi que de la Flore Laurentienne du Frère Marie-Victorin.
En entomologie, sa Petite faune entomologique du Canada, en trois volumes, demeure une œuvre de référence. Elle contient la description de toutes les espèces connues alors, en plus de plus d'un millier d'espèces d'hyménoptères qu'il décrira pour la première fois. Au début du XXIe siècle, encore plus du dixième des espèces de cet ordre au Canada avaient été découvertes par lui.
De 1868 à 1891, il est rédacteur et publie la première revue à caractère scientifique en français en Amérique, Le Naturaliste canadien, toujours publiée en 2015.
Il s'intéresse également à la géographie et à l'histoire et publiera des récits de voyage dans les Antilles (Une excursion aux climats tropicaux [...]) en Europe, en Floride (Voyage en Floride) et au Moyen-Orient (De Québec à Jérusalem: Journal d'un pèlerinage en Terre-Sainte), ainsi qu'une histoire du Canada pour les jeunes (Histoire du Canada: le premier cours à l'usage de la jeunesse des écoles).

### Idéologie
L'abbé Provancher a déjà exprimé sa croyance en l'existence de plusieurs espèces humaines et de son dégoût qu'il avait envers le métissage, surtout celui entre des personnes blanches et des personnes noires qu'il jugeait inférieures,,.

## Héritage

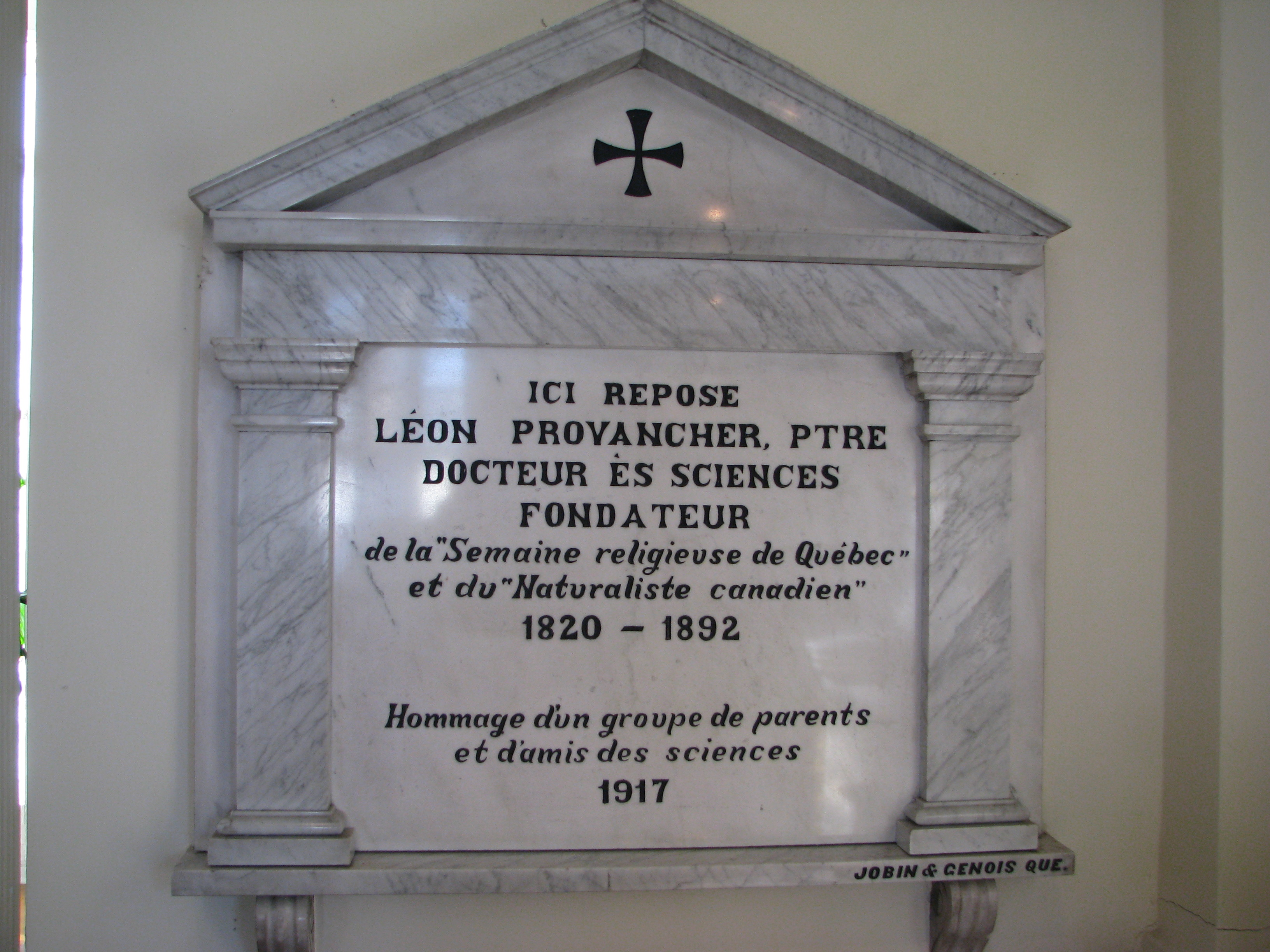
Monument funéraire de l'abbé Léon Provancher, église de Cap-Rouge.

La collection Léon-Provancher de spécimens et ses écrits constitue la plus complète et la mieux conservée des collections de naturalistes nord-américain du XIXe siècle. À Québec, la Maison Léon-Provancher poursuit son œuvre éducative alors que ses employés offrent un service d'animation sur les sciences et l'histoire, des publications de vulgarisation scientifique et une exposition permanente sur l'œuvre de Léon Provancher, sur le site de la maison qu'il habitait à sa mort.  Le pavillon de services de la réserve nationale de faune du cap Tourmente porte également son nom.
La Société Provancher d'histoire naturelle du Canada, fondée en 1919 par des hommes d'affaires de Québec amants de la nature, poursuit également à ce jour l'objectif de l'Abbé Provancher, soit de l'étude et la vulgarisation des connaissances en sciences naturelles auprès du grand public.  Elle a également pour mission d'aménager des réserves ou des sanctuaires afin d'assurer la survie de la faune et de la flore. Elle possède des territoires dans et sur les rives du fleuve Saint-Laurent dont l'Île aux Basques.
La rue Provancher et le parc Provancher ont été nommés en son honneur dans l'ancienne ville de Cap-Rouge, maintenant présent dans la ville de Québec. La rue a été nommée vers 1950 et le parc vers 1955.

## Publications
- Faune entomologique de la province de Québec / par l'abbé L. Provancher et le chanoine V.-A. Huard;Québec:Imprimerie franciscaine missionnaire, 1929
- PROVANCHER, l’Abbé L. Le verger, le potager et le parterre dans la province de Québec ou culture raisonnée des fruits, des légumes et fleurs qui peuvent réussir sous le climat de Québec, C. Darveau imprimeur-éditeur, Québec, 1874, 332 p.
- Léon Provancher, « Voyages à la Floride », Le Naturaliste canadien, vol. IV,‎ janvier 1872.
- Léon Provancher, Une excursion aux climats tropicaux : Voyage aux îles du Vent. St-Kitts, Névis, Antique, Montserrat, la Dominique, la Guadeloupe, Ste-Lucie, la Barbarde, Trinidad, J. A. Langlais, 1890 (lire en ligne).
- Léon Provancher, « Une excursion à Chicago », Le Naturaliste canadien, vol. XXI,‎ 1890-1891.